# Madonna col Bambino in trono tra i santi Dionisio e Vittore
La Madonna col Bambino in trono tra i santi Dionisio e Vittore è un dipinto olio su tavola di Cima da Conegliano conservato nel Museo civico di Feltre, un tempo appartenuta alla chiesa di San Dionisio in Zermen di Feltre.

## Descrizione
Questo dipinto rappresenta nella tavola principale la Madonna col Bambino tra due santi, un vescovo con il pastorale e un martire con la palma, la cui identificazione è incerta. Il Museo civico di Feltre lo presenta come Madonna con Bambino, san Vittore e san Dionisio, mentre nel catalogo della Fondazione Federico Zeri compare con i titoli Madonna con Bambino tra san Dionigi e sant'Eleuterio, Madonna e Santi, La Vergine in trono col Figlio.
In alto nella cimasa il Redentore tra i santi Pietro e Paolo.